# Клан Ридделл

Герб вождей клана Ридделл.

Клан Ридделл (шотл. — Clan Riddell) — один из кланов равнинной части Шотландии (Лоуленд).
- Девиз клана: I hope to share (англ.) — «Надеюсь получить свою долю»
- Символ клана: колос ржи
- Вождь клана: сэр Уолтер Джон Бьюкенен Ридделл, 14-й баронет из Ридделла[1].

## История клана Ридделл

### Происхождение клана Ридделл
Есть разные версии происхождения клана Ридделл. Согласно одной из версий, клан происходит из Гаскони (Франция). В Шотландию они переселились из Райдейла, графство Йоркшир. Согласно другой версии, название клана имеет нормандское происхождение.
В 1116 году Гервасий (Гервейс) Ридейл упоминается в грамоте короля Шотландии Давида I по земельной собственности как свидетель. Сын Гервейса Ридейла — Уолтер получил грамоту на владение землями Лиллислиф в Роксбургшире. Когда король Шотландии Вильгельм I Лев был взят в плен во время битвы при Алнике в 1174 году, один из племянников вождя клана Гервейса Ридейла был послан в качестве заложника.
Земли Суиберн в Нортумберленде также были приобретены кланом Ридделл. В 1296 году король Англии Эдуард I Длинноногий пользуясь тем, что трон Шотландии опустел, захватил Шотландию и заставил вождей шотландских кланов присягнуть ему на верность и подписать соответствующий документ присяги — «Рагманские свитки». В этом документе упоминается вождь клана Ридделл — Уильям Ридделл.

### XVII век — гражданская война на Британских островах
В 1628 году сэр Джон Ридделл (ум. 1632) получил титул баронета Новой Шотландии. Его земли были тогда сведены в баронство Нью-Ридделл, которое получило королевские привилегии. Его третий сын — Уильям Ридделл в 1641 году был посвящен в рыцари королем Англии и Шотландии Карлом I Стюартом и затем служил во время войны с Нидерландами.
Преподобный Арчибальд Ридделл (ум. 1708), третий сын второго баронета Ридделла, был заключен в тюрьму. Он не отказался от своих убеждений ковенантера. Известный купец XVII века из Эдинбурга Джон Ридделл утверждал, что он происходит от Гальфрида де Риделя. Джон Ридделл накопил огромное богатство от торговли на Балтийском море. Во время Гражданской войны его сын приобрел обширные земли вблизи Линлитгоу, и, как говорят, был связан с Оливером Кромвелем и стал близким другом генерала Монка.

### XVIII—XX века
Клан Ридделл приобрел земли и имущество в Аргайле, Арднамурхане и Сунарте. В 1778 году Джеймс Ридделл, 1-й баронет Арднамурхан (ум. 1797), получил титул баронета. Он был членом Общества искусств и наук, Общества британских рыбаков.
Сэр Родни Стюарт Ридделл, 4-й баронет из Ридделла (1838—1907), был профессиональным воином, служил в Новой Зеландии и в Афганистане во время Второй англо-афганской войны.

## Вождь клана
В настоящее время вождем клана Ридделл является Уолтер Джон Бьюкенен Ридделл, 14-й баронет из Ридделла (род. 10 июня 1974), старший сын покойного сына сэра Джона Чарльза Бьюкенена Ридделла, 13-го баронета из Ридделла (1934—2010), который умер в 2010 году.